# Aksyon
Aksyon (palabra filipina para Acción) es un noticiero filipino transmitido por TV5 desde el 5 de abril de 2010.

## Presentadores

### Aksyon
- Luchi Cruz-Valdez (2014–presente; presentadora de Reaksyon Agad)
- Erwin Tulfo (2010–presente)
- Lourd de Veyra (2011–presente; presentador del tiempo)
- MJ Marfori  (2014-presente; presentador de Celebrity Aksyon)
- Chiqui Roa-Puno  (2014-presente; presentadora de Aksyon Sports)

### Aksyon Sa Umaga
- Martin Andanar (2014–presente)
- Lourd de Veyra (2014–presente)
- Grace Lee (2014–presente)
- Manu Sandejas (2014-presente; presentador del clima y deportes)
- Mon Gualvez (2014-presente; presentador de Mobile 5)

### Aksyon Sa Tanghali
- Raffy Tulfo (2014–presente; Itimbre mo kay Tulfo)
- Cherie Mercado (2014–presente); Kwentanong)
- Marga Vargas  (2014-presente; el tiempo y el mundo del espectáculo; presentador sustituto de Mercado)
- Laila Chickadora  (2014-presente; presentadora de Aksyon Sa Kalsada)
- Roda Magnaye  (2014-presente; presentador de Foods Tayo)

### Aksyon Tonite
- Ed Lingao (2014-presente)
- Cheryl Cosim (2014–presente)
- Jove Francisco (2014–presente; presentador de Aksyon Pulitika)
- Lia Cruz (2014–presente; presentadora del clima y deportes)

### Aksyon Alert
- Twink Macaraig (edición de la tarde)
- Maricel Halili (edición de fin de semana)
- Ina Zara (edición de fin de semana)
- Trish Roque  (edición de fin de semana)
- Lia Cruz (edición de la noche)
- Shawn Yao  (edición de la mañana)
- France Noguera  (Aksyon Weather; edición de fin de semana)
- Joseph Ubalde (Aksyon Weather; edición de la tarde)
- Ice Martinez  (Aksyon Weather; edición de fin de semana)

## Ediciones
- Aksyon sa Umaga - Lunes a viernes a las 05:00 (PST)
- Aksyon sa Tanghali - Lunes a viernes a las 11:30 (PST)
- Aksyon Prime - Lunes a viernes a las 18:15 (PST)
- Aksyon Tonite - Lunes a viernes a las 22:30 (PST)
- Aksyon Alert - boletín de noticias cada hora